# Зульфикар Хан Нусрат Джанг
Зульфикар Хан Нусрат Джанг (урду ذو الفقار خان نصرت جنگ‎‎), при рождении — Мухаммад Исмаил (урду محمد اسماعیل‎‎) (1657—1713) — могольский государственный и военный деятель, первый наваб Карнатаки (1692—1703), сын известного дворянина при дворе Аурангзеба Асад-Хана и его жены Мехр ун-нисы Бегум (дочери Асаф-хана). Был женат на дочери Шаиста-хана.

## Служба в армии Великих Моголов

### Захват Райгарха
Мухаммед Исмаил участвовал в военных кампаниях могольского императора Аурангзеба в Декане против Голконды, Биджапура и маратхов. Он был отправлен императором против маратхской крепости Райгарх, где находился Раджарам Бхонсле. Но вдова Самбхаджи, Есубай и её министр Рамчандра Бавдекар Пант Аматья отправили молодого Раджарама Бхонсле в крепость Пратапгарх, откуда он бежал в форт Джинджи в современном штате Тамилнад, прибыв туда 1 ноября 1689 года. Мухаммаду Исмаилу был присвоен титул Итикад-Хана. Мухаммад Исмаил вместе с командующим могольским флотом Сидди Касим Якут-Ханом осаждали Райгарх с марте по 19 октября 1689 года, когда Есубай и её министр Рамчандра Бавдекар Пант Аматья сдались на обещание, что Итикад-Хан поклянется на коране, что он защитит ее и Шахуджи от любой жестокости.
При взятии Райгарха все, что осталось от сокровищ Шиваджи, все записи маратхского правительства, царские лошади и слоны с их государственными атрибутами, а также золотой трон, изготовленный для его коронации, попали в руки Итикад-Хана. Так же были взяты в плен любовница Самбхаджи и его родной сын Мадан Сингх. В награду за этот успех Итикад-Хану был присвоен титул Зульфикар-Хана и отдан приказ о взятии крепости Панхала. Сидди Касим Якут-Хан получил в награду два земельных феода в Ратнагири.

### Осада Джинджи и губернаторствоХайдарабада-Карнатака
Маратхским комендантом форта Панхала был Гатге из Кагала. Он сдался Зульфикар-хану в апреле 1690 года. Оттуда Зульфикар-хан был послан императором Аурангзебом на форт Джинджи. Во время первой осады крепости в 1690—1695 годах он вместе со своим отцом Асад-Ханом и принцем Мухаммадом Кам Бахшем не смогли захватить крепость. Несогласие с молодым принцем и мятеж могольских артиллеристов стали причинами провала осады. Зульфикар-хан уладил этот вопрос с перемирием и перевел некоторые войска в Мадрас, а сам двинулся в Вандаваси. Там он нашел убежище и нового союзника в Британской Ост-Индской компании. Губернатор форта Сент-Джордж Элайху Йель (основатель Йельского университета в США), оказавший помощь всеми возможными способами, взамен получает Каул от визиря Асад-хана, подтверждающий существующие пожалования на фактории в Мадрасе, Мачилипатнаме, Мадаполламе, Вишакхапатнаме, Форте Святого Давида, Куддалоре и Порто-Ново, а также получение новых пожалований в Эгморе, Пурасавалкаме и Тондиарпете. Но когда Зульфикар-хан потребовал от Совета Мадраса 100 000 пагод, Натаниэль Хиггинсон (первый мэр Мадраса) прислал подарок, но отказался одолжить запрошенную сумму. Англичане опасались нападения на Мадрас со стороны Зульфикар-хана, но могольский император Аурангзеб посылает Зульфикар-Хану подкрепление и приказывает ему возобновить осаду Джинджи без дальнейшего промедления и не тратить время на англичан.
Когда Касим-хан, субадар (губернатор) Биджапура-Карнатаки, доставлял припасы в Вандаваси, его перехватил маратхский военачальник Санта-Горпаде близ Каверипаккама. Касим-хан укрылся за его стенами. Зульфикар-хан, услышав о его затруднительном положении, пришел ему на помощь и благополучно сопроводил его в Вандаваси. Санта-Гарпаде уклонился от своей добычи, атаковал и захватил несколько фортов с его могольскими гарнизонами. Зульфикар-хан сразу же повернул назад, отвоевал форты и вошел в Танджавур, где взял у Шаху, сына Вянько, большую контрибуцию. Вернувшись на север, он вывел свою армию из Вандаваси и возобновил осаду Джинджи. Не в силах справиться с военным искусством Зульфикар-хана и большими силами, находящимися в его распоряжении, Сантаджи Горпаде вошел в южную провинцию Биджапур.
Вторая осада форта Джинджи началась в 1695 году и продолжалась до 1698 года. Сантаджи Горпаде, находясь в Биджапуре, победил Касим-хана и Химмат-хана, а затем еще раз попытался освободить гарнизон Джинджи, но Зульфикар-хан лично вышел ему навстречу и разбил его в нескольких милях к северу от Джинджи. Сантаджи Горпаде понял, что с Зульфикар-ханом, единолично командующим могольской армией, невозможно снять осаду. К 1697 году она превратилась в блокаду, и мало крови было пролито, за исключением того времени, когда Зульфикар-хан был вторым командующим, а первый командующий, Дауд-хан Панни, время от времени напивался и бессмысленно нападал на маратхские заставы. Тем не менее, блокада была строгой, и никакие поставки не поступали в осажденный город. Раджа Рам Бхонсле понял, что больше не может сдерживаться и сбежал однажды ночью в Веллуру. Сын Харджи Махадика принял командование гарнизоном. В январе 1698 года Дауд-хан случайно узнал о тропинке, ведущей через небольшой лес вверх по склону крепости. Трезвый на данный момент, он осмотрел его и, не сообщая Зульфикар-хану, решил штурмовать. Он присоединился к нему в предприятии раджпутского вождя Рао Далпата Бундела. Гарнизон думал, что нападение было лишь одной из пьяных вспышек Дауд-хана Панни, и мало обращал на это внимания, пока Далпат Рао не взял на себя основное командование. Гарнизон отступил в городскую цитадель. Могольские войска вошли в город со всех сторон, и цитадель сдалась Зульфикар-хану. Как он и обещал ранее, он передал жен Раджарама и двух их сыновей Ширкам, которые организовали их возвращение в западный Декан. Так закончилась великая осада Джинджи в январе 1698 года. Побег Раджи Рамы из Джинджи разгневал императора Аурангзеба, который теперь решил сокрушить маратхов и начал осаждать различные крепости маратхов с 1698 года. За успехи Зульфикар-хана и его неизменную решимость и упорство в удержании Восточного Декана император Аурангзеб дал ему дополнительный титул Нусрат Джанг.

### Битва на реке Годавари
Раджарам взял с собой большое войско, чтобы напасть на форт Джална. Его поход был вначале удачным. Он разграбил город, а затем поджег его. Войдя в долину Годавари, он разграбил Пайтан, Бхид и другие города на берегах реки. Опасаясь двигаться дальше на восток, он повернул назад, намереваясь оставить свою добычу в Сингархе. Не успел он повернуться, как был побежден Зульфикар-ханом. Последний нанес несколько поражений Дханаджи Джадхава и изгнал войска маратхов из Юго-Восточной Индии. Затем он поспешил на северо-запад и нанес серьезный урон армии Раджарама. Регент отступил со всей возможной скоростью, но так и не смог оторваться от погони могольской конницы. В этом катастрофическом отступлении только находчивость и мужество регента спасли его армию. Полумертвый от усталости, он сражался в течение пятидесяти миль в арьергарде и наконец привел свою команду, уменьшенную, но не уничтоженную, в Сингагад. Раджарам скончался от неизвестной болезни 2 марта 1700 года в форте Сингагад в современной Махараштре. После этого маратхи терпели вакуум власти вплоть до освобождения Шахуджи в 1707 году. Тем временем, жена Раджарама Тарабай управляла империей как регент своего младшего сына, Шиванджи II. В конечном счете, Шахуджи, сын Самбхаджи, сменил Раджарама в 1708 году после гражданской войны.

### Осада Вагингеры
Во время последней осады форта Вагингера император Аурангзеб отправил за Зульфикар-ханом Нусрат Джангом, который прибыл 27 марта, а на следующий день атаковал холм Лал-Тикри, который был потерян для Берадов в первые дни осады, и отвоевал его. Берады отступили к деревне у подножия Тальваргеры и начали стрелять из мушкетов за ее глинобитной стеной. Многие раджпуты пали в этой дерзкой атаке. Но Зульфикар-хан Нусрат Джанг на этом не остановился. Он послал Рао Далпата Банделу к другому Кургану, который был взят, и Берады бежали в деревню Дхедпура. В этот день 21 пуля и 1 ракета попали в слона Рао Далпата Бунделы, в то время как знамёна Зульфикар-хана Нусрата Джанга были полны пулевых отверстий от мушкетного огня Берада. Но Зульфикар-хан Нусрат Джанг удержал свою позицию. Через несколько дней после этого Зульфикар-х сделал стратегический ход и захватил колодцы, из которых Берады брали воду. Он напал на Тальваргеру 27 апреля, захватив деревню после того, как перебил всех берадов. С приходом Зульфикар-хана из Берады теперь им пришлось туго. Осадные орудия были выдвинуты вперед к форту, и в день, назначенный для штурма, император Аламгир сел на коня, чтобы принять в нем участие, и занял свою позицию на расстоянии пушечного выстрела от форта. Противник был подавлен, и некоторые позиции были захвачены. Будучи сильно удрученным, Педда Пидия Наяк, командир крепости, поставил две или три тысячи мушкетеров, чтобы удерживать одни из ворот до последнего. Затем он приказал своим людям взять их жен и детей, их драгоценности и все, что они могли унести, и после поджога храма и других зданий они вышли из других ворот и через несколько выходов, которые были подготовлены для такого случая, они направились в армию маратхов, в партиях, в темноте ночи. Затем они бежали вместе с маратхами. Пожар в форте и прекращение огня заставили моголов осознать свое бегство. Группа людей вошла внутрь и обнаружила только инвалидов и раненых, которые не могли бежать. 14 мухаррама имперские войска захватили это место после трехмесячной осады. Название Вагингера было изменено на форт Рахман Бакш.
К этому времени пожилой император был истощен и вернулся в Ахмеднагар 31 января 1706 года. Осада Вагингеры стала его последней битвой. Аурангзеб скончался 3 марта 1707 года, ему наследовал его сын Бахадур Шах I.

### Амир-уль-Умара Империи Великих Моголов и губернаторство в Декане
Зульфикар-хан Нусрат Джанг был сделан Амир-уль-Умара и получил должность субадара Декана, а в Карнатаке был назначен его заместителем Дауд-хан Панни.

### Великий визирь Империи Великих Моголов и казнь
Именно с помощью Зульфикар-хана и его интриг Джахандар-шах после смерти своего отца Бахадур Шаха I победил всех своих братьев и взошел на императорский престол в Дели. Новый могольский император Джахандар-шах назначил Зульфикар-хана визирем-и-азам или первым министром. Зульфикар-хан был первым премьер-министром Империи Великих Моголов, который имел больше власти в правительстве империи, чем любой император с первых лет правления Акбара.
После поражения Джахандар-шаха в битве против Фарук Сийяра его схватили и задушили по приказу последнего в наказание за его поведение. Его голова вместе с головой покойного императора Джахандар-шаха они были перенесены на шестах, и их тела, висящие ногами вверх на слоне, были выставлены в свите нового императора, когда он сделал свой триумфальный вход во дворец в Дели. Это событие произошло в январе 1713 года. Его престарелый отец, Асад-Хан, был вынужден присутствовать на процессии в сопровождении дам из своей семьи в качестве зрителей их собственного позора.